# Bien meuble
Un bien meuble constitue une des deux catégories juridiques de biens caractérisée par le fait qu'il peut être déplacé, par opposition au bien immeuble qui est solidaire du sol.

## Droit par État

### Droit français
En France, les articles 527 à 536 du Code civil posent que tout bien doit être considéré comme meuble ou immeuble, il n'y a pas de troisième possibilité, de biens indécis ou de biens mixtes.
Parmi les meubles, on distingue deux catégories, les biens meubles corporels et les biens meubles incorporels.

#### Meubles corporels
Les meubles corporels sont ceux « qui peuvent se transporter d'un lieu à un autre, soit qu'ils se meuvent par eux-mêmes, comme les animaux avant la réforme du 15 avril 2014, soit qu'ils ne puissent changer de place que par l'effet d'une force étrangère, comme des choses inanimées » (art. 528 du code civil français). Ce sont les meubles par nature.
Cette catégorie comprend deux sous-catégories :
- les meubles par nature. Ce sont par exemple : les choses inanimées, amovibles et transportables (meubles meublants, véhicules, etc.), les matériaux de construction (art. 532 du code civil) ;
- les meubles par anticipation. Ce sont des biens qui, à court terme ont encore une attache matérielle avec le fonds principal, mais qui sont destinés à en être prochainement détachés. Le droit les considère alors comme des meubles, en considérant l'état futur d'achèvement. Il s'agit, principalement, de récoltes sur pieds, de lots de bois avant la coupe, de matériaux de démolition (avant la démolition), etc.

En 2015, les parlementaires français ont supprimé la qualification de "bien meuble" désignant les animaux dans le code civil, pour leur préférer celle d' "êtres vivants doués de sensibilité" afin d'harmoniser les régimes prévus par le code pénal et le code rural. Cette reconnaissance symbolique n'a pas de conséquences pratiques particulières mais est le fruit de nombreuses années de lutte pour parvenir à sa consécration légale.

#### Meubles incorporels
Les meubles incorporels sont les droits portant sur une chose mobilière par nature.
Cette catégorie comprend également deux sous-catégories :
- les droits mobiliers par objet, qui comprennent :
  - Les droits réels mobiliers sont tous les droits appartenant à une personne sur la chose d'un tiers (l'usufruit sur un bien meuble par exemple),
  - Les droits personnels mobiliers sont des créances mobilières ayant pour objet des obligations : livraison d'un bien meuble, créance financière, mais aussi des obligations de faire ou de ne pas faire (art. 1142 du code civil) ;
- les droits mobiliers par détermination de la loi. « Fiction juridique » découlant directement de l'article 529 du code civil, cette catégorie peut comprendre trois sous-catégories :
  - les parts sociales. Ces droits des actionnaires ou associés d'une société sont considérés par la loi comme meubles, il faut que ça soit une société civile immobilière d'attribution
  - les rentes. Le droit de percevoir périodiquement les arrérages liés à la rente est toujours mobilier,
  - les propriétés incorporelles. Ce sont les droits afférents à la possession d'un office ministériel (notaires, huissiers, etc.), d'un cabinet libéral (médecins, avocats, etc.) ainsi que les droits de propriété littéraire ou artistique du créateur d'une œuvre sur son œuvre.

### Droit québécois
En droit québécois, les articles 899 à 907 du Code civil du Québec établissent les distinctions juridiques entre les biens immeubles et les biens meubles. La loi définit d'abord plusieurs catégories de biens immeubles et ensuite elle fait entrer les biens meubles dans tout ce qui tombe hors de ces catégories. Par exemple, l'article 905 C.c.Q. dit que les biens meubles sont ceux qui peuvent se transporter. L'art. 900 (2) C.c.Q. établit que les végétaux et minéraux qui ont été extraits du fonds de terre sont meubles. L'art 903 (2) C.c.Q. édicte que les meubles qui, dans l’immeuble, servent à l’exploitation d’une entreprise ou à la poursuite d’activités demeurent meubles. L'art. 906 C.c.Q. dit que les ondes ou l'énergie sont meubles. L'art. 907 C.c.Q. dit que tous les autres biens que la loi ne qualifie pas sont meubles,,.